# Josiah Tattnall senior
Josiah Tattnall senior (* um 1764 in der Nähe von Savannah, Province of Georgia; † 6. Juni 1803 in Nassau, Bahamas) war ein britisch-amerikanischer Politiker und von 1796 bis 1799 Mitglied im Senat der Vereinigten Staaten sowie von 1801 bis 1802 Gouverneur von Georgia.

## Frühe Jahre
Die Familie von Josiah war beim Ausbruch des Amerikanischen Unabhängigkeitskriegs der britischen Krone gegenüber loyal und floh über die Bahamas nach England. Dort blieben sie während der nächsten Jahre. Ihre Plantage in Georgia wurde inzwischen beschlagnahmt. Später wurde auf Teilen des Geländes der Bonaventure Friedhof angelegt. Während seiner Zeit in England studierte der junge Josiah in Eton.

## Politischer Aufstieg
Um das Jahr 1782 hielt es Josiah in England nicht mehr aus. Er floh nach Amerika, schloss sich der Amerikanischen Armee an und kämpfte unter General Anthony Wayne gegen die Briten. Nach dem Krieg kaufte Josiah Teile der Plantage zurück. Er blieb aber weiterhin dem Militär verbunden und spielte eine aktive Rolle in der Miliz von Georgia. 1787 war er als kommandierender Offizier gegen aufständische Sklaven und 1788 bzw. 1793 gegen Indianer im Einsatz. Innerhalb der Miliz brachte er es bis zum Brigadegeneral. 1795 bis 1796 war Tatnall Abgeordneter im Parlament von Georgia. Zu dieser Zeit wurde das Land von dem Yazoo Skandal erschüttert, bei dem es um illegale Landverkäufe im Westen des Staates durch Regierungsmitglieder einschließlich des Ex-Gouverneurs George Mathews ging. Tatnall setzte sich für ein Gesetz ein, das die Verkäufe annullierte und das 1796 auch erlassen wurde. Dabei wurde er von Senator James Jackson unterstützt, der seinen Sitz im US-Kongress aufgab, um nach Georgia zurückkehrte. Zwischen 1798 und 1801 war Jackson dann Gouverneur von Georgia. Tatnall übernahm daraufhin dessen Sitz im Senat der Vereinigten Staaten. Die Jahre 1796 bis 1799 verbrachte er als Senator im Kongress in Washington.

## Gouverneur von Georgia
Nach seiner Rückkehr aus Washington 1799 nahm Tattnall zunächst eine zweijährige politische Auszeit, die er in Savannah verbrachte. 1801 wurde er für ein Jahr zum Gouverneur von Georgia gewählt. In seiner Amtszeit wurde die University of Georgia eröffnet, nachdem John Milledge zuvor das Land für den Campus und die Stadt Athens angekauft und der Universität zur Verfügung gestellt hatte. Auch die genauen Grenzen Georgias, insbesondere im Norden und Westen, wurden in seiner Amtszeit festgelegt.

## Lebensabend und Tod
Nach seinem Ausscheiden aus dem Amt erkrankte Tatnall und suchte auf den Bahamas Erholung. Dort starb er dann am 6. Juni 1803. Tatnalls größter Beitrag zur Geschichte Georgias war seine Zeit in der Miliz und im Abgeordnetenhaus. Er war mit der 1802 verstorbenen Harriet Fenwick aus Charloston verheiratet. Drei ihrer Kinder erreichten das Erwachsenenalter. Der Sohn Josiah Tatnall Jr. wurde ein bekannter Marineoffizier, der noch im Bürgerkrieg (1861–1865) eine bemerkenswerte Rolle spielte.
Nach ihm ist Tattnall County in Georgia benannt.